# バベルの図書館

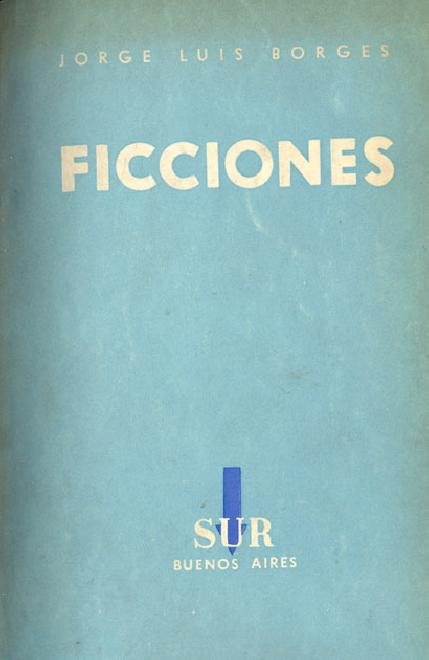
収録（再録）短編集『伝奇集』

「バベルの図書館」（バベルのとしょかん、原題: La biblioteca de Babel ）は、ホルヘ・ルイス・ボルヘスの短編小説。また同作に登場する架空の図書館の名称。
初出は短編集 El jardín de senderos que se bifurcan (1941)。『伝奇集』Ficciones (1944) に再録された。
本項ではボルヘスが編纂した同名のアンソロジー叢書についても記述する。

## 内容

### 図書館
「バベルの図書館」と呼ばれる（主人公は「宇宙」と呼ぶ）その巨大な図書館は中央に巨大な換気孔をもつ六角形の閲覧室の積み重ねで成っている。閲覧室は上下に際限なく同じ部屋が続いており、閲覧室の構成は全て同じである。
閲覧室の壁の内、4つの壁には5段の本棚がそれぞれに設置されており、各段に32冊ずつ本が収納されている。残りの壁はホールに通じており、そのホールを抜けると別の閲覧室の回廊に続いている。ホールには左右に扉があり、それぞれ立ったまま眠る寝室とトイレになっている。また螺旋階段が設置されており、それを使って上下の閲覧室に行くことができる。明かりはランプという名の果実がもたらしている。
司書たちはそこに住み、そこで生涯を終える（死体は換気孔に投げ捨てられる）。彼らのほかに、「捜索係」や「翻訳者」などもいる。この物語は、その図書館の中で一生を過ごした老司書の述懐という形式で述べられている。

### 蔵書
この図書館の本には次のような特徴がある。
- 全て同じ大きさの本であり、1冊410ページで構成される。さらにどの本も1ページに40行、1行に80文字という構成である。また本の大半は意味のない文字の羅列である。また、ほとんどは題名が内容と一致しない。
- 全ての本は22文字のアルファベット（小文字）と文字の区切り（空白）、コンマ、ピリオドの25文字しか使われていない。
- 同じ本は2冊とない。

それゆえ司書たちはこの図書館は、この25文字で表現可能な全ての組合せを納めていると考えている。すなわち、これまでに書かれたすべての本の翻訳、これから書かれるすべての本の翻訳、それらの本の落丁・乱丁・誤訳版、および不完全な版を指摘した解説書、解説書の偽書、解説書の偽書一覧目録（これにも偽書あり）等のすべてを含む。つまり本作『バベルの図書館』自体がバベルの図書館に所蔵されている。序章でボルヘスはこの作品自体、すでに書かれていたものであるとしている。

## 考察
バベルの図書館に収蔵される本の冊数は以下の計算によって算出可能である。
{\displaystyle 25^{410\times 40\times 80}=25^{1312000}\thickapprox 1.9560399\times 10^{1834097}\,}
これにより、1,834,097桁の数字となることが判明している。
また、web上にバベルの図書館を構築する試みが行われている。

## 与えた影響
- ウンベルト・エーコ『薔薇の名前』の図書館のイメージはここから派生し、またその登場人物である盲目の元図書館長ホルヘ・ダ・ブルゴスはボルヘス自身がモデルであるとされる。

## 叢書
ボルヘス自身の編纂による同名の『バベルの図書館』叢書が順次刊行された。ボルヘスは序文も執筆している。
日本では、1988-1992年に国書刊行会で訳書が刊行された。全30巻。新編（2012-2013年）は全6巻。
1. 『アポロンの眼』（ギルバ−ト・K・チェスタトン、富士川義之訳）
2. 『無口になったアン夫人』（サキ 、中西秀男訳）
3. 『人面の大岩』（ナサニエル・ホーソーン、酒本雅之・竹村和子訳）
4. 『禿鷹』（フランツ・カフカ、池内紀訳）
5. 『死の同心円』（ジャック・ロンドン、井上謙治訳）
6. 『アーサー・サヴィル卿の犯罪』（オスカー・ワイルド、矢川澄子・小野協一訳）
7. 『ミクロメガス』（ヴォルテール、川口顕弘訳）
8. 『白壁の緑の扉』（H・G・ウェルズ、小野寺健訳）
9. 『代書人バートルビー』（ハーマン・メルヴィル、酒本雅之訳）
10. 『聊斎志異』（蒲松齢、中野美代子訳）
11. 『盗まれた手紙』（E・A・ポー、富士川義之訳）
12. 『ナペルス枢機卿』（グスタフ・マイリンク、種村季弘訳）
13. 『薄気味わるい話』（レオン・ブロワ（英語版）、田辺保訳）
14. 『友だちの友だち』（ヘンリー・ジェイムズ、大津栄一郎・林節雄訳）
15. 『千夜一夜物語・バートン版』（由良君美訳）
16. 『ロシア短篇集』（レフ・トルストイ他、川端香男里・望月哲男・金澤美知子訳）
17. 『声たちの島』（ロバート・ルイス・スティーヴンソン、高松雄一・高松禎子訳）
18. 『塩の像』（ルゴーネス、牛島信明訳）
19. 『悪魔の恋（フランス語版）』（ジャック・カゾット、渡辺一夫・平岡昇訳）
20. 『アルゼンチン短篇集』（内田吉彦訳）
21. 『輝く金字塔』（アーサー・マッケン、南條竹則訳）
22. 『パラケルススの薔薇』（J・L・ボルヘス、鼓直訳）
23. 『ヴァテック』（ウィリアム・ベックフォード、私市保彦訳）
24. 『千夜一夜物語・ガラン版』（井上輝夫訳）
25. 『科学的ロマンス集』（C・H・ヒントン、宮川雅訳）
26. 『ヤン川の舟唄』（ダンセイニ卿、原葵訳）
27. 『祈願の御堂』（ラドヤード・キプリング、土岐恒二・土岐知子訳）
28. 『死神の友達』（ペドロ・アラルコン、桑名一博訳）
29. 『最後の宴の客』（ヴィリエ・ド・リラダン、釜山健・井上輝夫訳）
30. 『逃げてゆく鏡』（ジョヴァンニ・パピーニ（英語版）、河島英昭訳）